# Andrea Luchesi
Andrea Luca Luchesi , italijanski organist in skladatelj, * 23. maj 1741, Motta di Livenza, † 21. marec 1801, Bonn.
Luchesi je bil med letoma 1774 in 1794 kapelni mojester v Bonnu in nekaj časa tudi kapelni mojster mlademu Ludwigu van Beethovnu.